# Campeonato Europeo de Saltos de 2011
El II Campeonato Europeo de Saltos se celebró en Turín (Italia) entre el 8 y el 13 de marzo de 2011 bajo la organización de la Liga Europea de Natación (LEN) y la Federación Italiana de Natación.
Las competiciones de realizaron en la Piscina Stadio Monumentale de la ciudad piamontesa.

## Resultados

### Masculino
| Evento                          | Oro                                                 | Plata                                                      | Bronce                                           |
| ------------------------------- | --------------------------------------------------- | ---------------------------------------------------------- | ------------------------------------------------ |
| Trampolín 1 m (09.03)           | Evgeni Kuznetsov · Rusia · 427,05 pts.              | Ilia Kvasha · Ucrania · 419,65 pts.                        | Matthieu Rosset Francia 412,15 pts.              |
| Trampolín 3 m (10.03)           | Patrick Hausding · Alemania · 499,40                | Ilia Zajarov · Rusia · 493,85                              | Evgeni Kuznetsov · Rusia · 482,35                |
| Plataforma 10 m (13.03)         | Sascha Klein · Alemania · 515,05                    | Patrick Hausding · Alemania · 506,10                       | Olexandr Bondar · Ucrania · 493,95               |
| Trampolín 3 m sincro. (11.03)   | Evgeni Kuznetsov · Ilia Zajarov · Rusia · 454,68    | Patrick Hausding · Stephan Feck · Alemania · 441,45        | Matthieu Rosset Damien Cely Francia 425,37       |
| Plataforma 10 m sincro. (12.03) | Patrick Hausding · Sascha Klein · Alemania · 467,16 | Olexandr Bondar · Olexandr Gorshkovozov · Ucrania · 458,34 | Viktor Minibayev · Ilia Zajarov · Rusia · 441,15 |

### Femenino
| Evento                          | Oro                                                  | Plata                                                  | Bronce                                                |
| ------------------------------- | ---------------------------------------------------- | ------------------------------------------------------ | ----------------------------------------------------- |
| Trampolín 1 m (11.03)           | Tania Cagnotto · Italia · 312,05 pts.                | Nadezda Bazhina · Rusia · 288,75 pts.                  | Anna Lindberg · Suecia · 287,80 pts.                  |
| Trampolín 3 m (12.03)           | Anna Lindberg · Suecia · 347,10                      | Nadezda Bazhina · Rusia · 325,55                       | Tania Cagnotto · Italia · 324,25                      |
| Plataforma 10 m (09.03)         | Noemi Batki · Italia · 346,35                        | Yulia Koltunova · Rusia · 327,30                       | Maria Kurjo · Alemania · 318,45                       |
| Trampolín 3 m sincro. (13.03)   | Tania Cagnotto · Francesca Dallapè · Italia · 320,40 | Nadezda Bazhina · Svetlana Filipova · Rusia · 317,13   | Katja Dieckow · Uschi Freitag · Alemania · 295,50     |
| Plataforma 10 m sincro. (10.03) | Yulia Koltunova · Daria Govor · Rusia · 322,26       | Nora Subschinski · Christin Steuer · Alemania · 317,76 | Yulia Prokopchuk · Alina Chaplenko · Ucrania · 315,24 |

## Medallero
| Núm. | País     | Oro | Plata | Bronce | Total |
| ---- | -------- | --- | ----- | ------ | ----- |
| 1    | Rusia    | 3   | 5     | 2      | 10    |
| 2    | Alemania | 3   | 3     | 2      | 8     |
| 3    | Italia   | 3   | 0     | 1      | 4     |
| 4    | Suecia   | 1   | 0     | 1      | 2     |
| 5    | Ucrania  | 0   | 2     | 2      | 4     |
| 6    | Francia  | 0   | 0     | 2      | 2     |
|      | TOTAL    | 10  | 10    | 10     | 30    |